# Caecilia corpulenta
Espèce
Statut de conservation UICN

 DD  : Données insuffisantes
Caecilia corpulenta est une espèce de gymnophiones de la famille des Caeciliidae.

## Répartition
Cette espèce est endémique de la cordillère Orientale en Colombie. Elle se rencontre à environ 1 750 m d'altitude :
- dans la municipalité de Garagoa dans le département de Boyacá ;
- dans la municipalité de Charalá dans le département de Santander ;
- dans la municipalité de Fómeque dans le département de Cundinamarca.

Sa présence au Pérou est incertaine.

## Publication originale
- Taylor, 1968 : The Caecilians of the World: A Taxonomic Review. Lawrence, University of Kansas Press.